# Aquapark Prostějov
Aquapark Prostějov (též Aquapark Koupelky) je venkovní vodní park ve městě Prostějov sloužící pro sport a rekreaci. Je umístěn v západní části města, v ulici Anenská, v bezprostřední blízkosti sídliště Svobody a sídliště Moravská.

## Výstavba
Aquapark byl postaven v roce 2006 přebudováním bývalého koupaliště Koupelky. Plánovaná výše investice byla 182 mil. Kč, přičemž v dalším roce byly dostavěny některé vodní atrakce a konečná cena se pohybovala kolem 240 mil. Kč. S otevřením aquaparku byl v Prostějově ukončen provoz tzv. „jedničky“, koupaliště v ulici Kostelecká u zimního stadionu. 
Do části původních bazénů koupaliště Koupelky byly vestavěny nerezové bazény, instalovány atrakce a nezbytné bazénové technologie. Okolní plochy byly doplněny několika umělými pahorky, které vizuálně oddělují aquapark od okolí, slouží pro slunění a některé jako nástupní plocha na tobogány a skluzavky.
Investorem a zhotovitelem byla společnost Mi Pro Stav, ve kterém mělo v roce 2006 město Prostějov 51% podíl. Bylo dohodnuto, že aquapark bude patřit této společnosti a město bude platit roční nájem 600 tis. Kč a hradit provozní náklady. K roku 2025 je majitelem celého areálu město Prostějov.

#### Pokuta od antimonopolního úřadu
Koncem roku 2006 dostalo město Prostějov pokutu od antimonopolního úřadu ve výši 500 tis. Kč. Dle úřadu došlo k účelovému obejití zákona o zadávání veřejných zakázek tím, že město nevypsalo na výstavbu aquaparku výběrové řízení. Pokutu 10 tis. Kč dostala i společnost Mi Pro Stav.

#### Názor tehdejší opozice na výstavbu
Opozice v zastupitelstvu města stavbu aquaparku kritizovala. Podle jejího názoru bylo účelnější za 150–200 mil. Kč zrekonstruovat a zachovat tak všechna koupaliště ve městě, to znamená „jedničku“ u zimního stadionu, koupaliště Vrahovice, velký bazén na koupališti Koupelky ponechat a k němu přistavět atrakce.
Zastupitelé města později argumentovali, že stavba byla dobrou investicí s ohledem na vysoký počet návštěvníků. V sezóně 2007 navštívilo aquapark přibližně 78 tisíc lidí.

## Technické parametry

#### Bazény:
- víceúčelový bazén: vodní plocha 495 m2, objem vody 690 m3, oběhový výkon filtrace 226 m3/h,
- rekreační bazén: vodní plocha 775 m2, objem vody 830 m3, oběhový výkon filtrace 294 m3/h,
- dětský bazén: vodní plocha 120 m2, objem vody 24 m3, oběhový výkon filtrace 24 m3/h,
- dojezdový bazén: vodní plocha 75 m2, objem vody 80 m3, oběhový výkon filtrace 81 m3/h.[5]

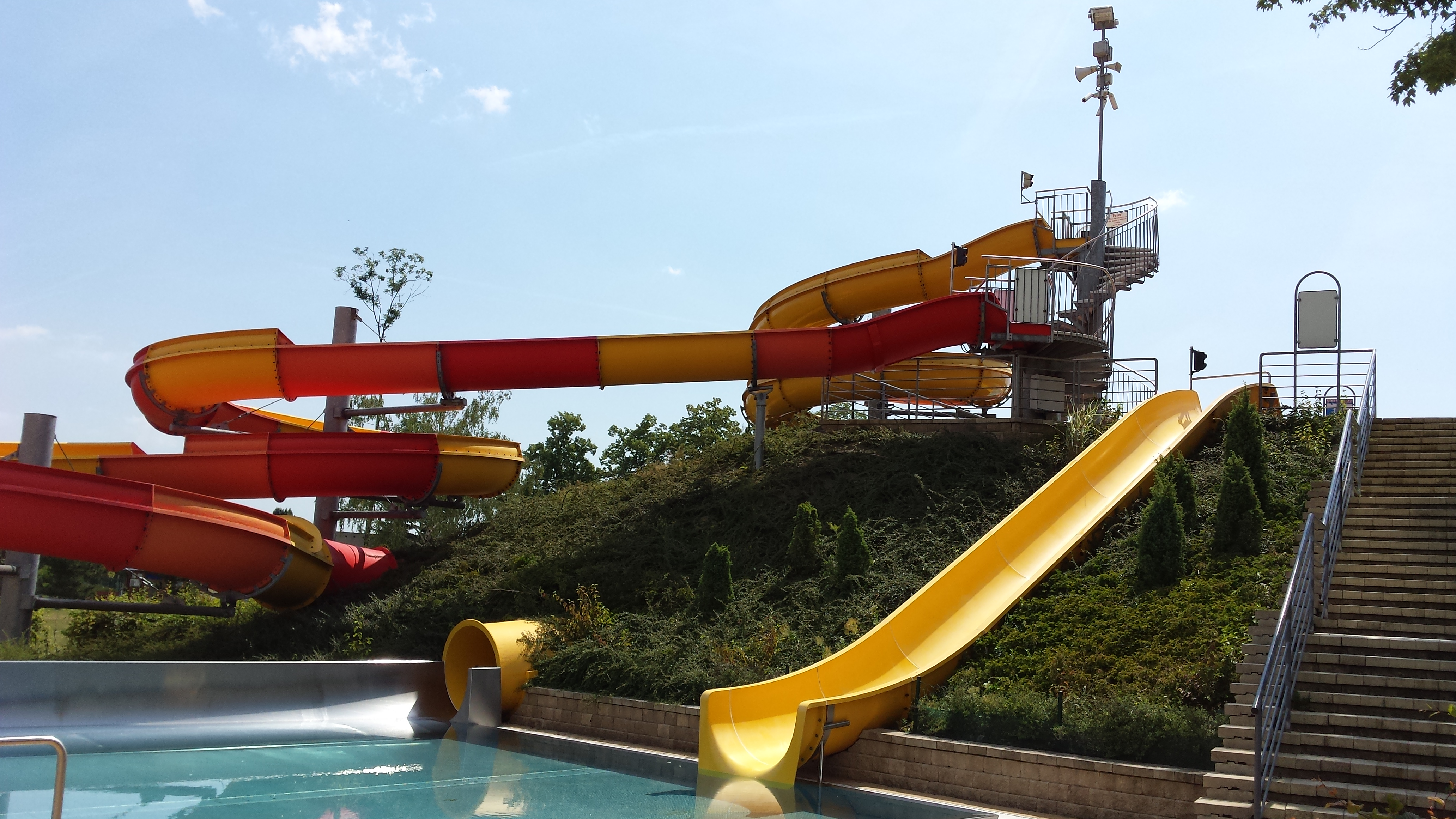
Dojezdový bazén

Bazénová voda je recirkulována přes pískové filtry s automatickým dávkováním chemikálií a plynného chlóru pro úpravu vody. Sezónní provoz aquaparku je prodloužen ohřevem vody tepelnými čerpadly.

#### Skluzavky a tobogány:
- trojskluzavka: výška 4,75 m, délka 19 m, šířka 4 m,
- skluzavka „kamikadze“: výška 4,75 m, délka 12 m, šířka 1,2 m,
- větší tobogán: délka 96 m,
- menší tobogán: délka 62 m.[7]

## Vybavení
Provozovatelem aquaparku je Domovní správa Prostějov. Ta spravuje i koupaliště v místní části Prostějov-Vrahovice a městské lázně. Sezónně bývá aquapark otevřen od začátku června do konce srpna, výjimečně do prvních týdnů v září. Aquapark má (k roku 2025):
- Víceúčelový bazén – disponující dvěma 25m drahami pro kondiční plavání, drobnými masážními atrakcemi, širokým vodotryskem a kruhovým bazénem s umělým vlnobitím. Maximální hloubka bazénu je 1,8 m.[11]
- Rekreační bazén – plošně největší s maximální hloubkou 1,3 m.[11] Disponuje vodními chrliči, umělým vodním proudem, vodní a perličkovou masáží. Bazén zároveň slouží pro dojezd delšího tobogánu a (troj)skluzavky.
- Dojezdový bazén pro kratší tobogán a skluzavku „kamikadze“.
- Dětský bazén s atrakcemi a maximální hloubkou 0,3 m.[11]

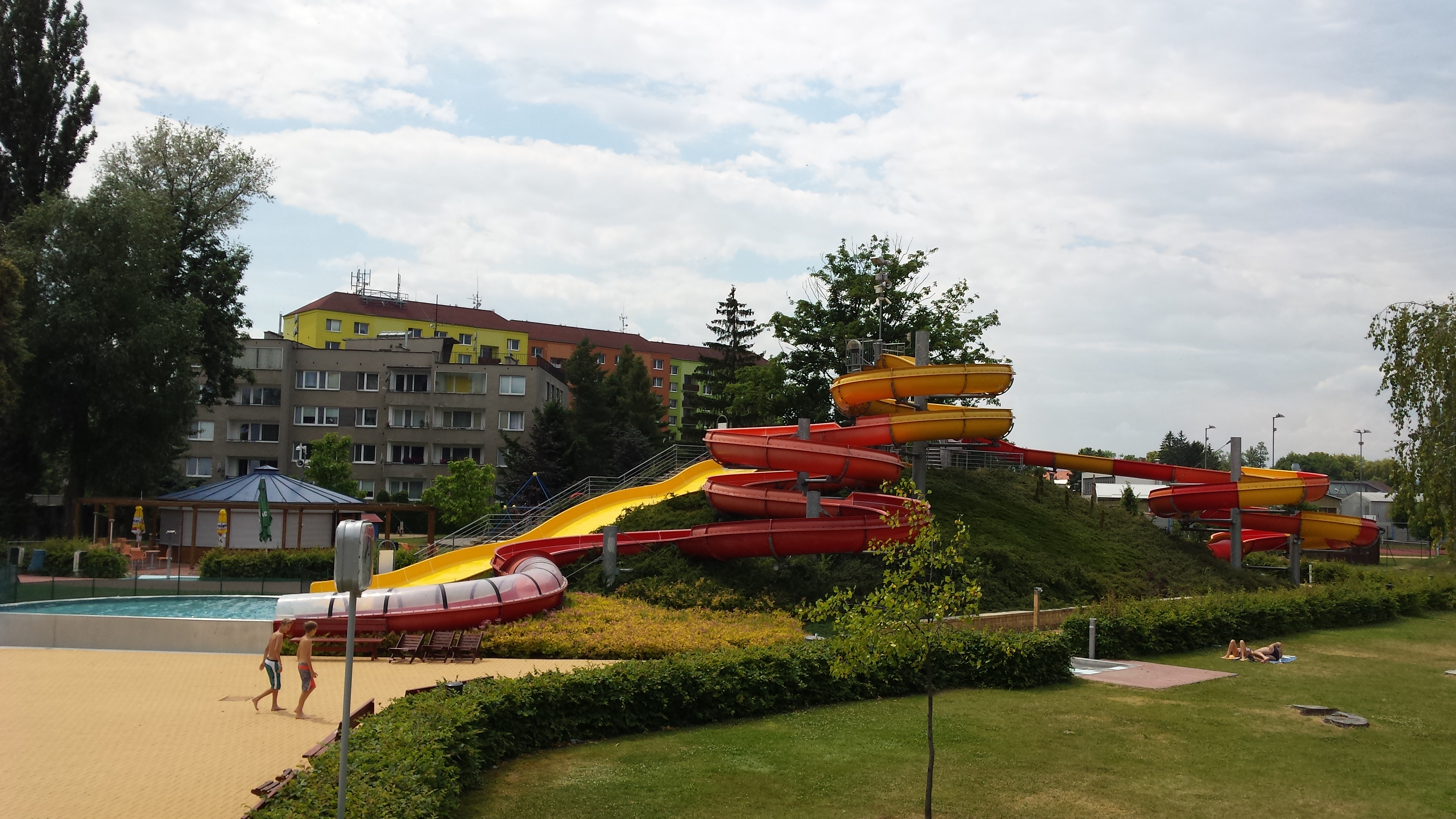
Skluzavky a tobogány

Mezi bazény je pro slunění dostupná písečná pláž. K dispozici jsou uzamykatelné skříňky a trezory, převlékárny, sprchy, krytá restaurace a občerstvení s venkovním posezením. Z dalších atrakcí jsou to:
- dvě hřiště na petanque a dva stoly na stolní tenis,
- univerzální hřiště s umělým povrchem pro košíkovou, badminton, tenis nebo florbal,
- hřiště pro plážový volejbal.
- aquazorbing, vodní fotbal a dvě vzdušné trampolíny,
- minigolf,
- dětská hřiště.[12]

Před hlavním vchodem do areálu jsou tři beachvolejbalová hřiště, které má ve správě oddíl Beach Sport Prostějov a mimo tréninky oddílu jsou hřiště otevřena pro veřejnost.

#### Návštěvnost aquaparku
Krátce po otevření, v sezóně 2007 navštívilo aquapark 78 tisíc návštěvníků, v roce 2012 to bylo asi 60 tis. návštěvníků, v roce 2015 opět přes 70 tisíc a v roce 2016 42 tisíc návštěvníků.

## Rozšíření – výstavba krytého bazénu
V Prostějově je dlouhodobý nedostatek kapacit pro celoroční kondiční plavání. Jediný bazén, který k tomu účelu slouží, jsou městské lázně, disponující 25m bazénem s 6 drahami. V něm se však koná většina plaveckého výcviku škol a sportovních oddílů a hodiny pro veřejnost jsou velmi omezené. O rekonstrukci městských lázní se neuvažuje. Stavba byla otevřena v roce 1962, je technicky zastaralá a je umístěna v zástavbě v centru města, bez možnosti plošného rozšíření. Navštíví ji ročně asi 110 tis. návštěvníků, ale taková kapacita je nedostatečná. Sousední Olomouc a podobně velký Přerov, disponují většími kapacitami a obě města mají 50m bazén.
V roce 2017 započaly úvahy o vybudování nového krytého bazénu v sousedství aquaparku. Vedla se veřejná debata o velikosti nového bazénu. V plánu bylo i obecní referendum. Vedení města se přiklánělo ke stavbě 25m bazénu, opozice a sportovní oddíly ke stavbě 50m.
Kompromisní se nyní (v červnu 2025) jeví varianta stavby 25m bazénu, avšak širšího, s 10 drahami. Kolem bazénu by měly být tribuny pro 225 diváků, dále menší relaxační bazén, vodní atrakce, brouzdaliště, tobogán, vířivé vany a parní sauna. Projekt počítá v areálu i s šesti saunami, ochlazovacím bazénem, vířivkou, ledovou jeskyní, Kneippovým chodníkem, odpočívárnou a občerstvením. Areál by měl nabízet i wellness a fitness služby. Stavba areálu by měla začít v roce 2026 a otevření bazénu je plánováno na rok 2027. Realizátorem díla bude Statutární město Prostějov s rozpočtem stavby ve výši 629 mil. Kč.